# Karinthië (gebied)
Karinthië (Duits: Kärnten, Sloveens: Koroška, Italiaans: Carinzia) is een gebied dat deels in Oostenrijk, deels in Slovenië en deels in Italië ligt. Het beslaat het grondgebied van het voormalige Hertogdom Karinthië: sinds 1918 is dit gebied verdeeld over drie landen. Tot 1918 was het een kroonland binnen het Oostenrijkse keizerrijk. 
Het grootste deel van Karinthië behoort tot Oostenrijk en vormt de zuidelijkste deelstaat van dat land, eveneens Karinthië genaamd. Het Sloveense gedeelte bestaat uit twee van elkaar gescheiden gebieden: delen van het dal van de Drava (Drau) rond Dravograd dat heden het statistisch gebied Koroška vormt en de gemeente Jezersko. Het gebied ertussenin behoort tot het historische Stiermarken. Italiaans Karinthië wordt gevormd door het Val Canale met Tarvisio als hoofdplaats.

## Geschiedenis na 1918
Na de Eerste Wereldoorlog eiste het nieuwe Koninkrijk Zuid-Slavië (Joegoslavië) het zuidelijk deel van Karinthië op omdat meer dan de helft van de bevolking daar Sloveenstalig was. De vredesconferentie wilde het gebied om economische en strategische redenen niet verdelen en stelde een volksstemming voor die moest beslissen of Karinthië bij Oostenrijk zou blijven dan wel naar Joegoslavië zou overgaan. Omdat de regering in Belgrado bang was dat dit een ongunstige uitslag zou opleveren, liet ze haar troepen zuidelijk Karinthië bezetten tot aan Klagenfurt toe. Inmiddels organiseerden Karinthiërs hun eigen 'Volkswehr' en brak een gewapende strijd uit. Uiteindelijk werd het beslissende Volksabstimmung toch georganiseerd, maar alleen in het Sloveense meerderheidstaalgebied. Daar stemden de Sloveenstaligen echter voor 40% toch voor Oostenrijk en samen met de Duitstaligen leverde dat een Oostenrijkse meerderheid op. Karinthië bleef Oostenrijks maar om verkeersgeografische redenen werden enkele dorpen in het zuidoosten (in het Miestal) aan Joegoslavië, en enkele dorpen in het zuidwesten (in het Kanaltal) aan Italië toegewezen.
Na de bezetting van Joegoslavië door Duitsland en Italië in 1941 werd het noordoostelijk deel van Slovenië geannexeerd door het Derde Rijk. Het zuidwestelijke deel kwam onder Italië. Na de Tweede Wereldoorlog wilde Joegoslavië opnieuw een groot deel van Karinthië annexeren, wat de geallieerden niet toestonden.
De vooroorlogse situatie werd in 1945 hersteld en Karinthië bleef een Oostenrijkse deelstaat.  
Tijdens ineenstorting van Joegoslavië ontstond opnieuw spanning toen Oostenrijk troepen en tanks naar de grens stuurde en  Joegoslavische troepen overeenkomstig reageerden. De Joegoslavische luchtmacht overschreed het Oostenrijkse luchtruim en de Oostenrijkse luchtmacht schoot een Joegoslavische Mig neer, maar na het uitroepen van de Sloveense onafhankelijkheid moest het Joegoslavische leger zich terugtrekken en normaliseerde de situatie zich. 
De traumatische geschiedenis heeft in Oostenrijk de positie van de Sloveense taalminderheid verdacht gemaakt en het aantal Karinthiërs dat zich tot deze minderheid rekent sterk doen teruglopen.